# LA Galaxy
Câu lạc bộ bóng đá Los Angeles Galaxy, đôi khi được gọi ngắn là L.A. Galaxy là một câu lạc bộ bóng đá Mỹ, đang chơi ở Giải nhà nghề Mỹ, có trụ sở tại California.
Tháng 1/2007, Galaxy lập nên vụ chuyển nhượng lịch sử khi ký hợp đồng với siêu sao người Anh David Beckham từ Real Madrid, là bản hợp đồng đắt giá nhất lịch sử giải nhà nghề Mỹ. Một bản hợp đồng đáng chú ý khác là Robbie Keane, một trong những cầu thủ ghi nhiều bàn thắng nhất lịch sử Premier League và cả Đội tuyển quốc gia Ireland.

## Lịch sử
Câu lạc bộ được thành lập tại Los Angeles vào năm 1955.

## Đội hình

### Đội hình hiện tại
Tính đến 16 tháng 8 năm 2024
Ghi chú: Quốc kỳ chỉ đội tuyển quốc gia được xác định rõ trong điều lệ tư cách FIFA. Các cầu thủ có thể giữ hơn một quốc tịch ngoài FIFA.
| Số | VT | Quốc gia    | Cầu thủ                   |
| -- | -- | ----------- | ------------------------- |
| 2  | HV | Nhật Bản    | Miki Yamane               |
| 3  | HV | Argentina   | Julián Aude               |
| 4  | HV | Nhật Bản    | Maya Yoshida (đội trưởng) |
| 5  | TV | Uruguay     | Gastón Brugman            |
| 7  | TĐ | Uruguay     | Diego Fagúndez            |
| 8  | TV | Hoa Kỳ      | Mark Delgado              |
| 9  | TĐ | Serbia      | Dejan Joveljić            |
| 10 | TV | Tây Ban Nha | Riqui Puig                |
| 11 | TĐ | Brasil      | Gabriel Pec               |
| 14 | HV | Hoa Kỳ      | John Nelson               |
| 15 | HV | El Salvador | Eriq Zavaleta             |
| 18 | TV | Đức         | Marco Reus                |
| 19 | HV | Hoa Kỳ      | Mauricio Cuevas           |
| 20 | TV | Hoa Kỳ      | Edwin Cerrillo            |

| Số | VT | Quốc gia    | Cầu thủ                               |
| -- | -- | ----------- | ------------------------------------- |
| 21 | TV | Hoa Kỳ      | Tucker Lepley                         |
| 22 | HV | Uruguay     | Martín Cáceres                        |
| 24 | HV | Hoa Kỳ      | Jalen Neal                            |
| 25 | HV | Colombia    | Carlos Emiro Garcés                   |
| 27 | TĐ | Tây Ban Nha | Miguel Berry                          |
| 28 | TĐ | Ghana       | Joseph Paintsil                       |
| 29 | TĐ | Cameroon    | Aaron Bibout                          |
| 30 | TV | Costa Rica  | Gino Vivi                             |
| 31 | TM | Hoa Kỳ      | Brady Scott                           |
| 35 | TM | Serbia      | Novak Mićović (cho mượn từ Čukarički) |
| 52 | TV | Hoa Kỳ      | Isaiah Parente                        |
| 77 | TM | Hoa Kỳ      | John McCarthy                         |
| 84 | TV | Hoa Kỳ      | Ruben Ramos Jr                        |

### Cho mượn
Ghi chú: Quốc kỳ chỉ đội tuyển quốc gia được xác định rõ trong điều lệ tư cách FIFA. Các cầu thủ có thể giữ hơn một quốc tịch ngoài FIFA. Đội hình chính xác tính đến ngày 4 tháng 8 năm 2022.
| Số | VT | Quốc gia | Cầu thủ                                    |
| -- | -- | -------- | ------------------------------------------ |
| 74 | HV | Hoa Kỳ   | Jonathan Pérez (cho mượn tới Nashville SC) |

## Thành tích
- CONCACAF Champions' League
  - Winners (1): 2000
- Cúp MLS
  - Winners (4): 2002, 2005, 2011, 2012
- MLS Supporters' Shield
  - (4): 1998, 2002, 2010, 2011
- Western Conference
  - (8): 1996, 1998, 1999, 2001, 2002, 2009, 2010, 2011, 1996, 1999, 2001, 2002, 2005, 2009, 2011, 2012
- Lamar Hunt U.S. Open Cup
  - (2): 2001, 2005
  - Giải bóng đá cúp Đài phát thanh và truyền hình Ninh Bình
    - (1): 2019
- Cúp Minor
  - California Clásico (10): 1996, 1998, 1999, 2000, 2002, 2003, 2004, 2008, 2009, 2011
  - SuperClasico (7): 2005, 2006, 2008, 2009, 2010, 2011, 2012
  - Puerto Rico MLS-USL Challenge (1): 2007
  - Desert Diamond Cup (1): 2012
  - Hyundai Club Challenge (1): 2011